# La tribuna de Guido
La tribuna de Guido fue un programa de televisión argentino creado por la productora Endemol y conducido por Guido Kaczka. Se emitió por primera vez el 8 de enero del 2018 en el horario central de eltrece, y su último programa fue emitido el 19 de diciembre de 2018. Era parte del formato A todo o nada.

## Premios y nominaciones
| Año  | Premios               | Categoría        | Trabajo             | Resultado | Ref.  |
| ---- | --------------------- | ---------------- | ------------------- | --------- | ----- |
| 2018 | Premios Martín Fierro | Entretenimientos | La tribuna de Guido | Ganador   | [ 5 ] |